# Manolo Manolete
Singles de Vanessa Paradis
Joe le taxi
(avril 1987) Marilyn & John
(juin 1988)
Manolo Manolete est une chanson française de Vanessa Paradis écrite par Étienne Roda-Gil et composée par Franck Langolff sortie dans le commerce à la fin de l'année 1987. 
Il s'agit de son 2e single, faisant suite à l'énorme succès de Joe le taxi. Il s'écoule à 250 000 exemplaires et se classe numéro 10 au Top 50.
Particulièrement critiquée à l'époque du fait de son thème, la corrida, la chanson ne sera pas incluse dans le futur 1er album M&J et ne sera jamais rééditée.

## La chanson
Étienne Roda-Gil, de parents catalans, est à l’origine de cette chanson sur Manuel Rodriguez Sanchez, dit Manolete. Ce torero est entré dans la légende le 28 août 1947, à 30 ans, quand il est grièvement blessé dans les arènes de Linares par le taureau « Islero » de la ganadería de Don Eduardo Miura. Lors de l’estocade, l'une des cornes pénétrant dans l'artère fémorale provoque une terrible hémorragie. « Manolete » décède le lendemain à cinq heures du matin.

## Sortie
Manolo Manolete, chanson aux sonorités hispaniques, est écrite en septembre 1987. La France est alors en pleine fièvre latino puisque s'y sont classés successivement no 1 des ventes de 45 tours : La Isla Bonita de Madonna, Joe le taxi de Vanessa et La Bamba de Los Lobos. 
Mais le disque ne sort en France qu'en décembre 1987, soit 8 mois après le premier single. Le retard est dû au succès mondial de Joe le taxi qui oblige Vanessa à faire la promotion du titre à l'étranger en octobre et novembre.
Il est ensuite commercialisé en Allemagne le 18 janvier 1988 et au Canada en avril. Le Japon, qui a sorti Joe le taxi le 25 avril édite un CD maxi avec les deux titres le 25 mai.

## Supports
Manolo Manolete est sorti en 45 tours en  France, en  Allemagne et au  Canada (sans pochette). Les deux premiers pays ont également eu droit à un maxi 45 tours.
Le CD maxi fait partie des tout  premiers commercialisés en France à partir de janvier 1988.
Le titre est trouvable en version maxi sur un CD-VIDEO sorti en France fin 1987. On y trouve aussi le clip de Joe le taxi, la version courte française et espagnole et la version en maxi de Joe le taxi.
Le titre figure sur deux pressages de Joe le taxi à l'étranger : sur CD maxi au  Japon et sur maxi 45 tours en  Argentine.
La photo de la pochette est réalisée par le photographe Gilles Cappé.

## Versions
Lors de sa sortie, Manolo Manolete a été disponible en version single de 3 min 58 s et en version « longue » de 6 min 15 s.
La chanson n'a jamais été interprétée en concert et ne figure donc sur aucun album live.

## Le clip
Le clip de Manolo Manolete a été tourné durant 3 jours fin décembre 1987. D'abord dans le Cloître Protestant des Billettes puis dans les arènes de Bayonne et enfin à Biarritz. Il est réalisé par Élie Chouraqui. Vanessa y tient le rôle de la fille de Manolo qui accompagne le cercueil du défunt.

## La face B: You you
You you est une chanson écrite, comme Joe le taxi et Manolo Manolete, par Étienne Roda-Gil et Franck Langolff.
Elle ne figure qu'en 2e titre sur les supports vinyls de Manolo Manolete et ne sera jamais rééditée sur aucun disque par la suite. Pas même dans le premier album M&J. Elle est inédite sur CD et elle n'a fait l'objet d'aucune prestation télévisée.

## À la télévision
La 1e télé de Manolo Manolete a eu lieu le 13 décembre 1987 dans l'émission « Le Monde est à vous » de Jacques Martin. C'est aussi la première fois que l'animateur recevait Vanessa depuis son passage en 1981 à l'École des Fans.
La dernière télé a été diffusée sur FR3 le 11 février 1988 dans « La Classe ». Les semaines suivantes, Vanessa est partie faire la promotion de Joe le taxi en Angleterre.
Parmi les principaux passages : 
- 23 décembre 1987 - Sacrée Soirée (TF1)
- 31 décembre 1987 - La 1 sur son 31 (TF1)
- Janvier 1988 - Collaricocoshow (La 5). Vanessa fait un sketch avec l'équipe.
- Janvier 1988 - Top 50 (Canal+). Interview.
- 3 janvier 1988 - Croisière en fête aux Bahamas (FR3). Avec bêtisier.
- 23 janvier 1988 - Champs-Élysées (A2). Avec interview.
- Février 1988 - Mon Zénith à moi (Canal+). Interview avec Elsa.